# Poliol
Los polioles o polialcoholes son alcoholes polihídricos con varios grupos hidroxilo. La fórmula química general es CnH2n+2On.
Dentro de esta familia de compuestos químicos destacan los glicitoles, glúcidos a los que se les ha reducido el grupo carbonilo a alcohol. Así, por reducción de la manosa se obtiene el manitol, de la glucosa el glucitol (conocido como sorbitol), de la galactosa el galactitol (conocido como dulcitol), etc.

Ciclación de la glucosa.

## Características
Los derivados de azúcares son edulcorantes con bajo contenido energético y alto peso molecular(debido a su absorción parcial en el intestino)  que, en muchos casos, se prefieren antes que a los azúcares edulcorantes debido a que no afectan los niveles de azúcar en sangre y no provoca la aparición de caries dentales.
Existen otros polioles como los glicoles (etilenglicol, propilenglicol, dietilenglicol...) que presentan propiedades anticongelantes muy interesantes.

## Clasificación
Los polioles pueden clasificarse en alditoles, inositoles, glicoles o polímeros de alcohol.
Los alditoles tienen una cadena lineal de átomos de carbono. También se les conoce como polioles alifáticos. Los inositoles o ciclitoles tienen una cadena cíclica de átomos de carbono.

### Alditoles
Los alditoles o glicitoles son alcoholes polihídricos alifáticos. Los alditoles, también considerados como alcoholes azúcares, se obtienen cuando el grupo aldehído o cetona de un azúcar es reducido en grupo alcohol. Por lo menos 19 alditoles existen naturalmente en las plantas. Los más comunes en la naturaleza son: el sorbitol, manitol y el galactitol.

### Inositoles o ciclitoles
Los inositoles o ciclitoles son derivados del ciclohexano en los cuales un hidrógeno de cada carbono ha sido reemplazado por un grupo hidroxilo.

### Glicoles
Los glicoles, también conocidos como dioles, son una serie de compuestos químicos que contienen dos grupos hidroxilos (grupos -OH), los cuales están en diferentes átomos de carbono, pero no necesariamente adyacentes. Por ejemplo, HOCH2CH2OH (etilenglicol o etan-1,2-diol) y HOCH2CH2CH2OH (1,3-propanodiol).
En general, todos los glicoles se presentan en forma de líquido claro, transparente, inodoro y de baja volatilidad. Además, los glicoles de poco peso molecular son totalmente miscibles en agua y la mayoría cuentan con una gran capacidad para disolverse en casi todos los compuestos orgánicos.
Teniendo en cuenta su composición, podemos clasificar los glicoles de menor a mayor complejidad:
El monoetilenglicol (MEG) se obtiene por la reacción de un mol de agua con un mol de óxido de etileno.
El dietilenglicol (DEG) se obtiene de la reacción del monoetilenglicol con un mol de óxido de etileno.
El trietilenglicol (TEG) se obtiene de la reacción del dietilenglicol con más óxido de etileno.
Existen multitud de glicoles, aunque los más comunes son: butilglicol, butildiglicol, dietilenglicol, etilenglicol, polietilenglicol y propilenglicol.

### Polímeros de alcohol
El más conocido el polivinil alcohol.